# Бондар Володимир Олегович
Бондар Володимир Олегович (нар. 1975) — художник, ілюстратор книг. Відомий своїми ілюстраціями для творів наукової фантастики і фентезі, зокрема таких авторів як:  Сергій Лук'яненко, Нік Перумов, Генрі Лайон Олді, Олексій Пехов і багато інших.
На щорічній виставці Єврокон в 2007 році отримав премію «Найкращий художник». В 2003, 2004, 2005, 2006, 2007 роках був лауреатом премії Інтерпрескон в номінації «Оформлення обкладинки».

## Біографія
- Народився в 1975 році в місті Харків, Україна.
- У 1990—1995 навчався в Харківському Державному Художньому училищі на відділенні художник-педагог (пізніше його перейменували в «художник-живописець»).
- У 1995—2001 навчався в  Харківському художньо-промисловому інституті на відділенні «станковий живопис».
- З 1998 року займався графічною ілюстрацією.
- У 2000 році зайняв перше місце на міжнародному конкурсі ілюстрації Археологічного музею Lourinha, Португалія.
- У 2001 року посів перше місце на конкурсі ілюстрації до творів Сергія Лук'яненка.
- У 2003, 2004, 2005, 2006 і 2007 ставав лауреатом Інтерпрескон в категоріях обкладинка і ілюстрація.
- У 2007 році отримав премію «Найкращий художник» на виставці Єврокон.